# Rue Capron
La rue Capron est une voie du 18e arrondissement de Paris, en France.

## Situation et accès

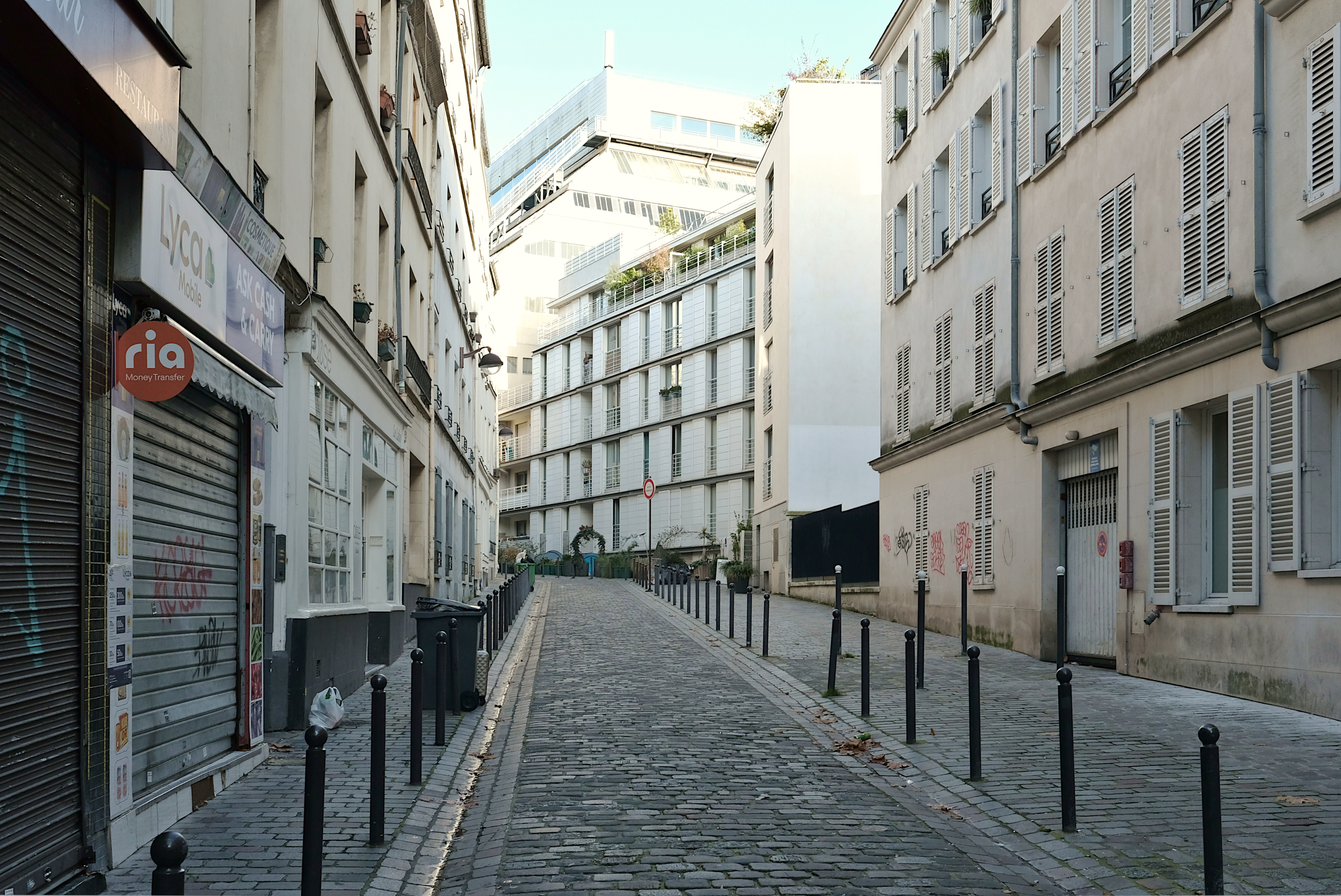
La rue Capron vue depuis l'avenue de Clichy.

La rue Capron est une voie publique située dans le 18e arrondissement de Paris. Elle débute au 18, avenue de Clichy et se termine au 17, rue Forest.

## Origine du nom
La rue tire son nom de celui d'un ancien  propriétaire.

## Historique
Autrefois impasse d'Antin, elle est devenue « rue Capron » puis a été classée dans la voirie parisienne par un arrêté municipal du 30 avril 1993.